# Максимон
Максимо́н (планкеон) — гипотетическая частица, масса которой равна (возможно, с точностью до безразмерного коэффициента порядка единицы) планковской массе — предположительно максимально возможной массе в спектре масс элементарных частиц,
MP ≈ 1,2209⋅1019 ГэВ / c² = 2,176⋅10−5 г. Радиус максимона ⋅10−33 м.
Таким образом, все «элементарные объекты» можно разделить на элементарные частицы (их комптоновская длина волны больше их гравитационного радиуса) и чёрные дыры (длина волны меньше гравитационного радиуса). То есть максимон можно назвать элементарной чёрной дырой. Планковская чёрная дыра является пограничным объектом, она тождественна максимону, название которого указывает на то, что это самая тяжёлая из возможных элементарных частиц. Другой иногда употребляемый для её обозначения термин — планкеон.
Энергия, соответствующая массе покоя максимона, mPc2 ≈ 5·1028 эВ.
Максимоны могут быть электрически заряженными и нейтральными, с внутренней предельно большой температурой или быть абсолютно холодными, представляться чёрной дырой 1-го или 2-го рода, обладать спином.
В 1965 году советский академик М. А. Марков предположил, что существует верхняя граница массы элементарных частиц, а в 1966 году он предположил о существовании этой частицы в природе. Максимон был предложен Марковым как частица, являющаяся причиной барионной асимметрии Вселенной.
Согласно некоторым моделям, чёрная дыра в конце своей жизни не исчезает бесследно, а оставляет после себя стабильный реликт такой же планковской массы, максимон.
Возможно, максимон определяет массу минимона. В других Вселенных массы минимона и максимона могут быть другими.